# Danio dangila
Danio dangila är en fiskart som först beskrevs av Hamilton 1822.  Danio dangila ingår i släktet Danio och familjen karpfiskar. IUCN kategoriserar arten globalt som livskraftig. Inga underarter finns listade i Catalogue of Life.